# Лучане (Синь)
Лучане (хорв. Lučane) — населений пункт у Хорватії, у Сплітсько-Далматинській жупанії у складі міста Синь.

## Населення
Населення за даними перепису 2011 року становило 649 осіб.
Динаміка чисельності населення поселення:

## Клімат
Середня річна температура становить 12,36 °C, середня максимальна – 26,54 °C, а середня мінімальна – -2,44 °C. Середня річна кількість опадів – 926 мм.
| Клімат поселення                              | Клімат поселення | Клімат поселення | Клімат поселення | Клімат поселення | Клімат поселення | Клімат поселення | Клімат поселення | Клімат поселення | Клімат поселення | Клімат поселення | Клімат поселення | Клімат поселення | Клімат поселення |
| Показник                                      | Січ.             | Лют.             | Бер.             | Квіт.            | Трав.            | Черв.            | Лип.             | Серп.            | Вер.             | Жовт.            | Лист.            | Груд.            |                  |
| Середній максимум, °C                         | 9,28             | 10,03            | 13,21            | 16,97            | 21,52            | 25,40            | 26,54            | 26,48            | 22,08            | 17,49            | 12,28            | 9,40             |                  |
| Середня температура, °C                       | 3,42             | 4,17             | 7,36             | 11,10            | 15,67            | 19,53            | 21,99            | 21,95            | 17,53            | 12,96            | 7,75             | 4,87             |                  |
| Середній мінімум, °C                          | −2,44            | −1,7             | 1,49             | 5,23             | 9,81             | 13,68            | 17,45            | 17,42            | 13,00            | 8,41             | 3,21             | 0,34             |                  |
| Норма опадів, мм                              | 75               | 66               | 73               | 80               | 67               | 65               | 45               | 57               | 82               | 101              | 117              | 98               |                  |
| Середньомісячна швидкість вітру, м/с          | 2.14             | 2.45             | 2.63             | 2.52             | 2.26             | 2.00             | 2.01             | 1.88             | 2.03             | 2.08             | 2.44             | 2.44             |                  |
| Середньомісячна сонячна радіація, кДж/м²·день | 5407             | 8178             | 11738            | 16130            | 19882            | 22542            | 24162            | 21212            | 15803            | 10276            | 5876             | 4581             |                  |
| --------------------------------------------- | ---------------- | ---------------- | ---------------- | ---------------- | ---------------- | ---------------- | ---------------- | ---------------- | ---------------- | ---------------- | ---------------- | ---------------- | ---------------- |
| Джерело:                                      |                  |                  |                  |                  |                  |                  |                  |                  |                  |                  |                  |                  |                  |